# متباينة تشيبيشيف
متباينة تشيبيشيف (بالإنجليزية: Chebyshev's inequality)‏ (بالروسية: Нера́венство Чебышева) هي متراجحة مشهورة ترجع إلى عالم الرياضيات الروسي بافنوتي تشيبيشيف.
تلعب دورا مهما في نظرية الاحتمالات والإحصاء. كما أنها تعطي وسيلة للفهم الدقيق لكيفية أن التباين يقيس التغير حول المتوسط للمتغير العشوائي.
نعلم أنه إذا عرفنا الدالة الاحتمالية أو دالة الكثافة الاحتمالية (f(x للمتغير العشوائي x
فإننا نستطيع حساب v(x)=σ^2 و E(x)=μ ولكن العكس غير صحيح، بمعنى أنه إذا كنا نعرف (v(X و (E(X
فإننا لا نستطيع معرفة أو بناء التوزيع الاحتمالي للمتغير X وعلى ذلك لا نستطيع حساب أي احتمالات مثل:
{\displaystyle P(\left\vert x-\mu \right\vert \leq c)} والتي تصف احتمال ظهور المتغير العشوائي ضمن المنطقة المحدودة بـ μ+c َو μ-c, وتحسب عادة بإجراء التكامل على دالة الكثافة الاحتمالية .
على أي حال فإنه إذا كنا لا نستطيع حساب مثل هذه الاحتمالات (بمعرفة فقط (v(x و (E(x). إلا أننا نستطيع حساب حد أعلى (أو حد أدنى) لهذه الاحتمالات وذلك باستخدام متباينة تشيبيشيف.
قبل دراسة متباينة تشيبيشيف ندرس المتباينة الآتية:
إذا كان W متغيراً عشوائياً غير سالب بحيث أن (E(W < ∞ فإنه لأي عدد موجب a تكون
P(W≥a)≤(E(W))/a
انظر أيضا إلى متراجحة ماركوف.

## التاريخ
سُميت هذه المتراجحة هكذا نسبة إلى عالم الرياضيات الروسي بافنوتي تشيبيشيف، رغم أن أول من أشار إليها هو صديقه زميله أيريني جول بيانيمي. قدم بيانيمي هذه المبرهنة بدون برهان في عام 1853 وبرهن عليها في عام 1867. أعطى تلميذه آندريه ماركوف برهانا آخر لها في أطروحته للدكتوراه. كان ذلك عام 1884.

## النص
إذا كان X متغيرا عشوائيا وسطه μ وتباينه σ2 فإنه لأي عدد موجب k تكون
{\displaystyle \Pr(|X-\mu |\geq k\sigma )\leq {\frac {1}{k^{2}}}.}

## مثال
إذا كان أطوال طلاب الجامعة يتبع توزيعاً طبيعياً وسطه170سم مع انحراف معياري 8سم
استخدم متباينة شيبيشف لإيجاد حد أعلى لاحتمال أن يكون أحد الطلاب أطول أو أقصر بـ 12سم من المتوسط
الحل:
من المتباينة نعلم أن
(P(| X-μ | )≥cσ) = P( |X-170| ≥ 8c ) ≤ 1/ (c^2)
باختيار c=1.5 فإن المعادلة السابقة تصبح
2^(1.5)/P(|X-170|≥12)≤1
0.44=1/2.25=
إن القيمة المضبوطة لهذا الاحتمال يمكن حسابها من جدول التوزيع الطبيعي
وسنجد أنها تساوي 0.13 وواضح أن هناك فرقاً كبيراً بين القيمة التقريبية والقيمة
المضبوطة . ولكن في كثير من الظروف العملية عندما يكون التوزيع الاحتمالي مجهولا
يكون الحد الاعلى المحسوب من متباينة شيبيشف (وربما يكون غير دقيق) مفيداً جداً.